# Victorinox
A Victorinox egy késgyártó cég, melynek központja Ibach-ban (Svájc) van. Mióta 2005-ben felvásárolta Wenger nevű riválisát, újra egyedüli kés-beszállítója lett a svájci hadseregnek.

## Történelem
A vállalat 1884-ben alakult meg, és 1891 óta szállított késeket a hadseregnek. A híres Victorinox embléma – a pajzson lévő kereszt – 1909 óta létezik. Ebben az évben az alapító, Karl Elsener édesanyja elhunyt, így az ő tiszteletére "Victoria" lett a vállalat neve. 1921-ben, az "inox" [a "rozsdamentes acél" francia jelentéséből (acier inoxydable)] termékeik közé történő bevezetésével a vállalat neve és márkája a jelenlegi "Victorinox" (Victoria + Inox) lett.
2005. április 26-án a neves késgyártó felvásárolta a konkurens Wenger céget, melynek márkáját legutóbbi nyilatkozatuk alapján meg kívánják szüntetni a Victorinox cégbe való integrálásának érdekében.
2006-ban a cég dolgozóinak száma eléri a 900-at, és ekkor már több mint 100 országban válik a márka ismertté.

## Termékek

### Svájci tiszti zsebkések
A svájci tiszti zsebkések máig a Victorinox cég kiemelt termékei. A cég addigi egyetlen szállítmányozóként, 1908-ban kötött egyezséget a Wengerrel. A megállapodás szerint a Victorinox eredeti svájci tiszti zsebkésként (originales) hirdethette termékeit, míg a Wenger a késeit valódi svájci tiszti zsebkés (echtes) néven reklámozta.
A svájci tiszti zsebkések széles körben elterjedtek, és ma már nagy választékban kapható multifunkcionális szerszámokként számos helyen használják őket a mindennapi életben. A Victorinox zsebkések megjárták már a Mount Everestet és az Északi-sarkot, még a NASA űrhajósai is magukkal viszik alapfelszerelésként. A SwissChamp, amely a cég vezető modellje, a New York-i Modern Művészetek Múzeumának állandó gyűjteményében kapott helyet. Mindezek mellett létezik egy svájci tiszti zsebkés „moddingoló” közösség is, amely különböző tartozékokból új modelleket állít elő. Az egyik legismertebb ilyen cég a SwissBianco.
A cég újabban a pendrive-tól az mp3 lejátszóig sok mindent beépít a bicskáiba.

### SwissCard
A Victorinox ezen modelljével a zsebkések utóbbi években csökkenő tendenciát mutató keresletéhez próbált alkalmazkodni, megőrizve a termék multifunkcionalitását egy praktikus kivitelben. A Swisscard egy bankkártya méretű, természetesen vastagságában eltérő, műanyag tok amiben több apró szerszám van elrejtve: Általában kis penge, olló, toll, tű, körömreszelő, csipesz, fogpiszkáló, de van nagyítós, lámpás verzió is.

### Multi-tools
A Victorinox összecsukható kombinált fogói, melyek markolatában további eszközök találhatóak.

### Órák
A cég számos órát is készít, melyek között többféle zseb- és karóra kap helyet.

### Ruházat, poggyász
Tulajdonképpen a vállalat már annyira sokoldalúvá vált, hogy a szerszámokon és órákon kívül számos ruházati terméket, kisebb nagyobb táskákat, hátizsákokat, bőröndöket, parfümöket is gyárt.

## Fordítás
- Ez a szócikk részben vagy egészben  a   Victorinox című angol Wikipédia-szócikk fordításán alapul.  Az eredeti cikk szerkesztőit annak laptörténete sorolja fel. Ez a jelzés csupán a megfogalmazás eredetét és a szerzői jogokat jelzi, nem szolgál a cikkben szereplő információk forrásmegjelöléseként.

## Külső hivatkozások
- Victorinox Magyarország – Victorinox angolul Archiválva 2007. augusztus 24-i dátummal a Wayback Machine-ben